# إيناب

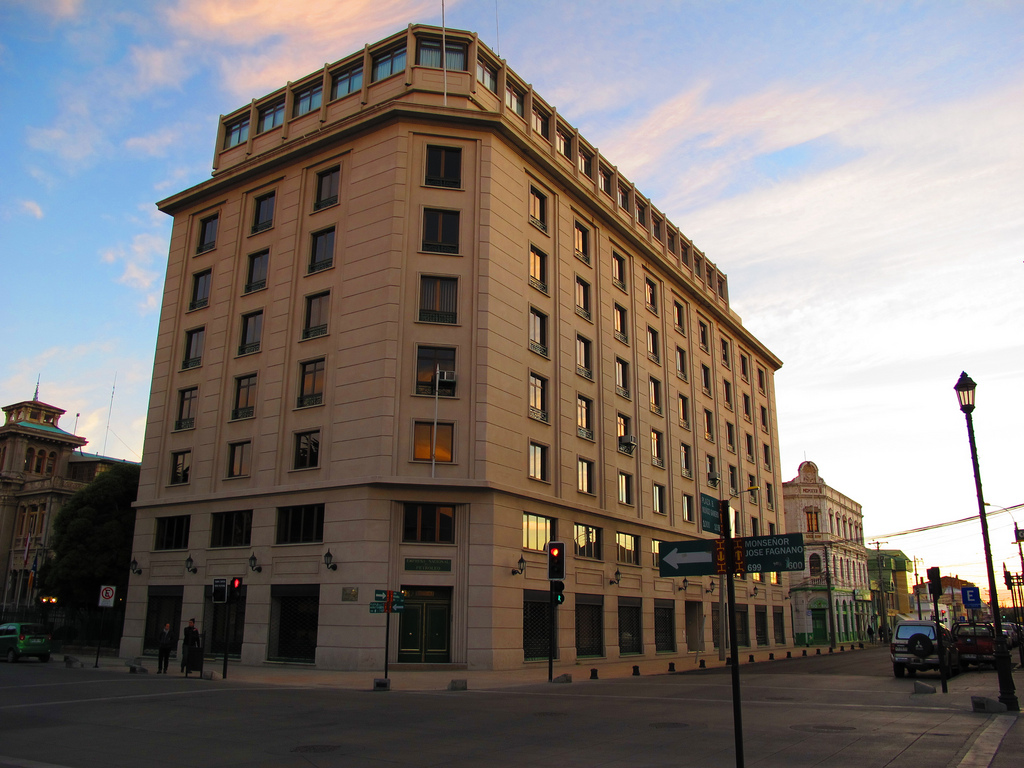

إيناب أو شركة النفط الوطنية التشيلية أو (بالإسبانية: ENAP - Empresa Nacional del Petróleo) هي شركة مملوكة للدولة في شيلي ، ومقرها لاس كونديس. يتمثل نشاط الشركة في استكشاف وإنتاج وتكرير وتسويق الهيدروكربونات ومشتقاتها. تم إنشاء ENAP بموجب القانون رقم 9618 ، 19 يونيو 1950. كانت مسؤولة في البداية عن التنقيب عن النفط واستغلاله في تييرا ديل فويغو ومضيق ماجلان ، حيث تم اكتشاف الرواسب بين عامي 1945 و 1950.
وتدير شركتها الفرعية النفط الوطنية التشيلية للتكرير ثلاث مصافي : اكونكاجواكا وبيو بيو وجروجريو. وتبلغ الطاقة الاجمالية الثلاثة 220,000 برميل لكل يوم (35,000 م3/ي) ، والذي يمثل كل طاقة تكرير تشيلي. هذه إمدادات أكثر من 80 ٪ من الوقود في شيلي.

## مناطق الإمتياز
تُدير الشركة حاليًا أنشطة لاستكشاف وإنتاج النفط والغاز في كل من الإكوادور ومصر من خلال شركتها التابعة إيناب سيبترول.

### مصر
| منطقة الإمتياز                         | الشركة القائمة بالعمليات | الشركة الموقعة للإتفاقية    | التشريعات المنظمة      | التشريعات المنظمة                   | ملاحظات                                                                                         |
| منطقة الإمتياز                         | الشركة القائمة بالعمليات | الشركة الموقعة للإتفاقية    | القانون                | التعديلات أو القوانين التي حلت محله | ملاحظات                                                                                         |
| -------------------------------------- | ------------------------ | --------------------------- | ---------------------- | ----------------------------------- | ----------------------------------------------------------------------------------------------- |
| غرب عامر بخليج السويس                  |                          | سيبترول انترناشيونال إس آيه | قانون رقم 9 لسنة 2023  |                                     |                                                                                                 |
| رمانة بشمال سيناء                      |                          | سيبترول انترناشيونال إس آيه | قانون رقم 87 لسنة 2007 |                                     | بالإشتراك مع بى تى تى اكسبلوريشن اند برودكشن بابليك كومبانى ليمتد وشركة سنتريكا ريستورسيز ليمتد |
| سيدي عبد الرحمن البحرية بالبحر المتوسط |                          | سيبترول انترناشيونال إس آيه | قانون رقم 83 لسنة 2007 |                                     | بالإشتراك مع بى تى تى اكسبلوريشن أند برودكشن بابليك كومبانى ليمتد                               |
| شرق رأس قطارة بالصحراء الغربية         | بتروشهد                  | سيبترول انترناشيونال إس آيه | قانون رقم 8 لسنة 2004  |                                     | بالإشتراك مع أويل سيرش (ايجيبت) ليمتد                                                           |
| منطقة الديور بالصحراء الغربية          |                          | سيبترول انترناشيونال إس آيه | قانون رقم 8 لسنة 1999  |                                     | بالإشتراك مع ى بي آر ترانس أويل كوربوريشن                                                       |